# 프린스톤 가족
《프린스톤 가족》(The Flintstones)은 1960년 9월 30일부터 1966년 4월 1일까지 ABC에서 방영한 미국의 애니메이션 텔레비전 시트콤이다. 총 166부작으로 이루어져 있으며, 구석기 시대를 배경으로 하며 가족들의 애피소드를 그린 애니메이션이다. 프린스톤 가족은 심슨 가족이 데뷔하기 전까지 30년 동안 재정적으로 가장 성공한 네트워크 애니메이션 프랜차이즈였다.

## 출연

### 주연
- 앨런 리드
- 진 밴더 필

### 조연
- 멜 블랭크
- 존 스티븐슨
- 할 스미스
- 하워드 모리스
- 헨리 코든
- 돈 메식
- 앨런 멜빈
- 도스 버틀러
- 하비 콜먼
- 자넷 월도
- 프랭크 넬슨
- 준 포레이
- 폴라 윈슬로
- 버나 펠턴
- 허쉘 버나디
- 하워드 맥니어
- 산드라 구드
- 허브 버그랜
- 폴 프리즈
- 밥 홉킨스
- 딕 빌즈
- 게리 존슨

## 참조
1. ↑  “"Excavating Bedrock: Reminiscences of 'The Flintstones,'" Hogan's Alley #9, 2000”. 2013년 4월 5일에 원본 문서에서 보존된 문서. 2013년 7월 3일에 확인함.